# Stadtkirche Warin

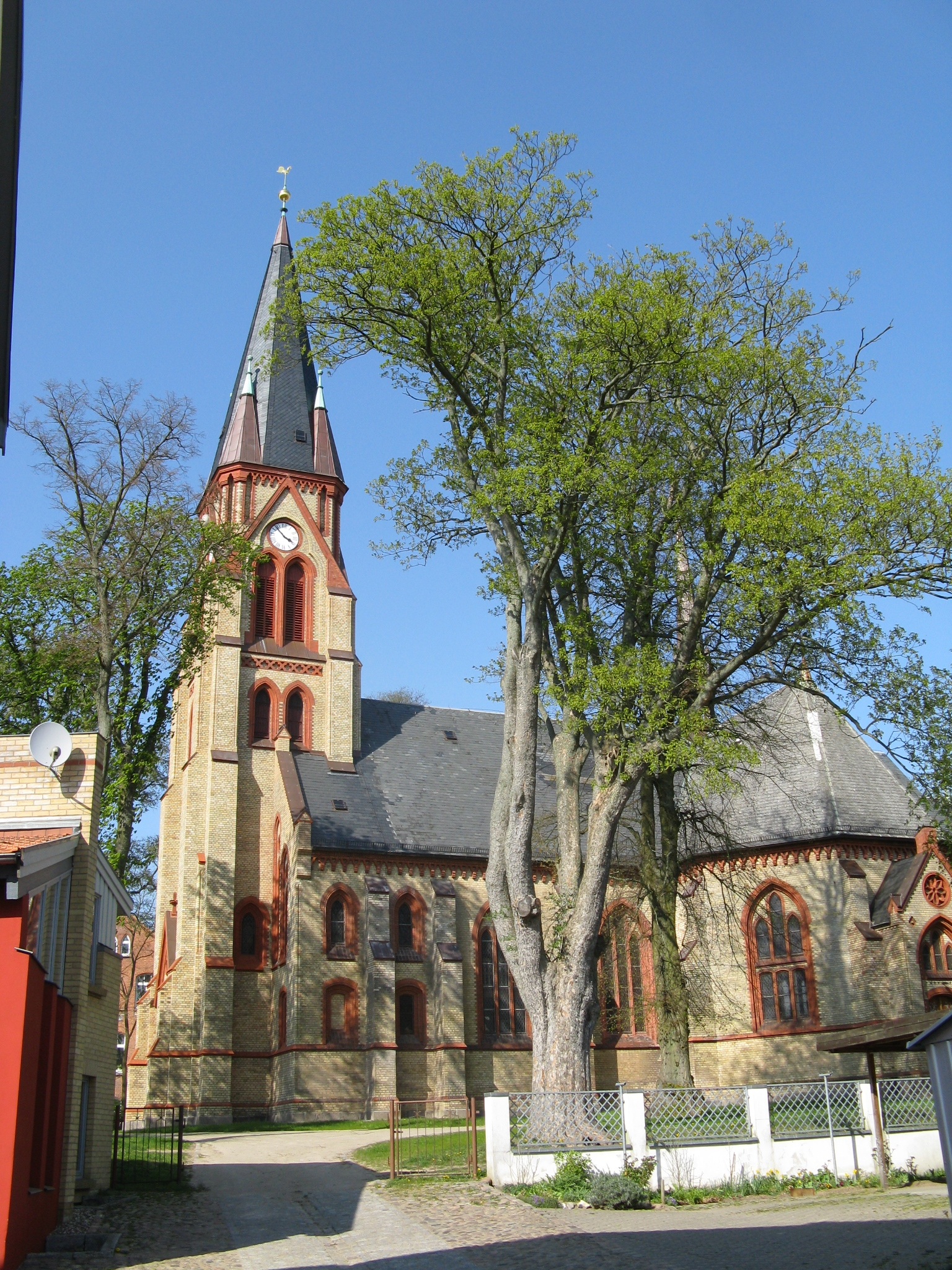
Stadtkirche Warin

Die evangelische Stadtkirche Warin ist eine neugotische Backsteinkirche in Warin im Landkreis Nordwestmecklenburg in Mecklenburg-Vorpommern. Sie gehört zur Kirchengemeinde Warin-Bibow-Jesendorf in der Propstei Wismar in der Region Sternberg der Evangelisch-Lutherischen Kirche in Norddeutschland (Nordkirche) und ist auch als Stiftskirche Warin bekannt.

## Geschichte und Architektur

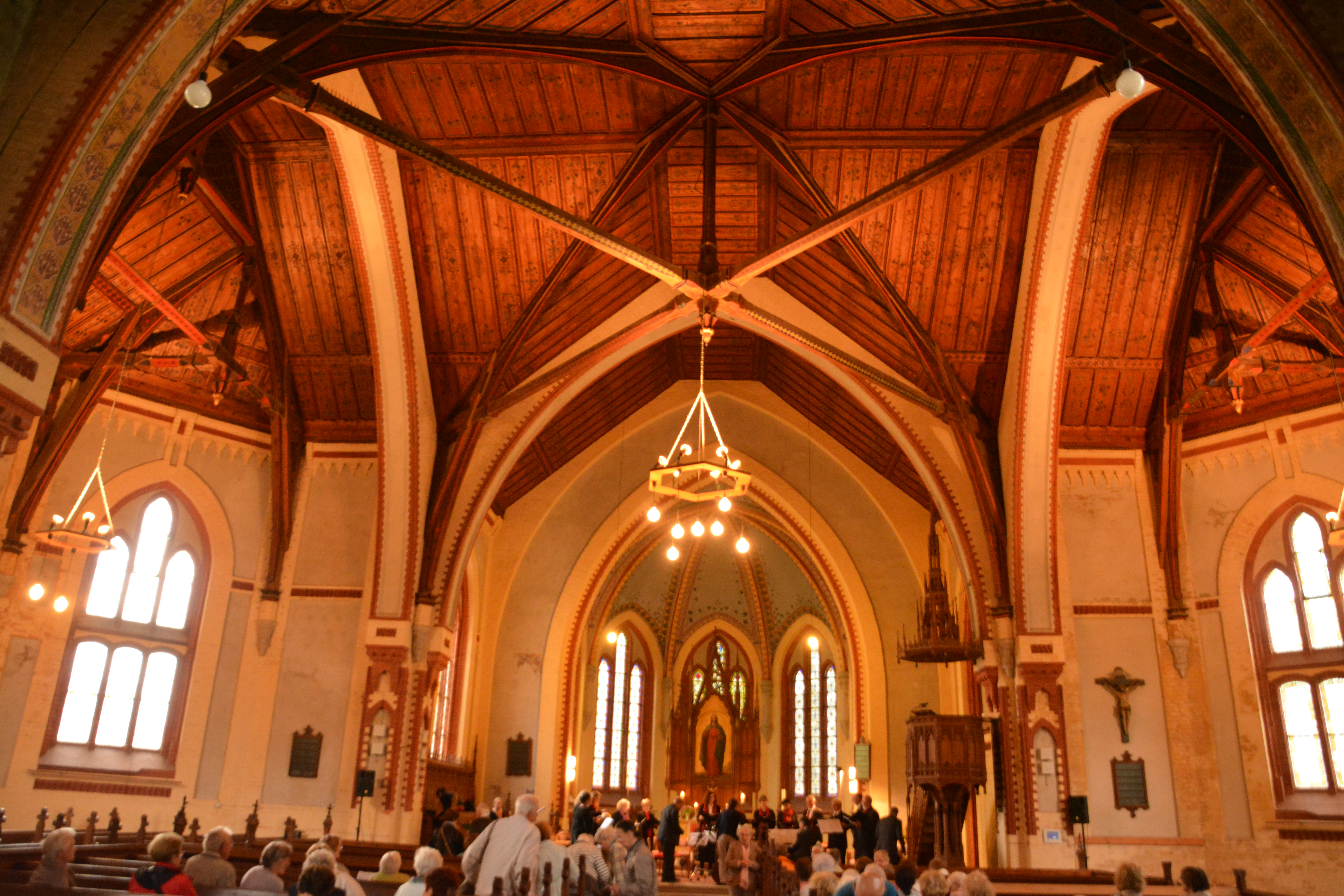
Innenansicht

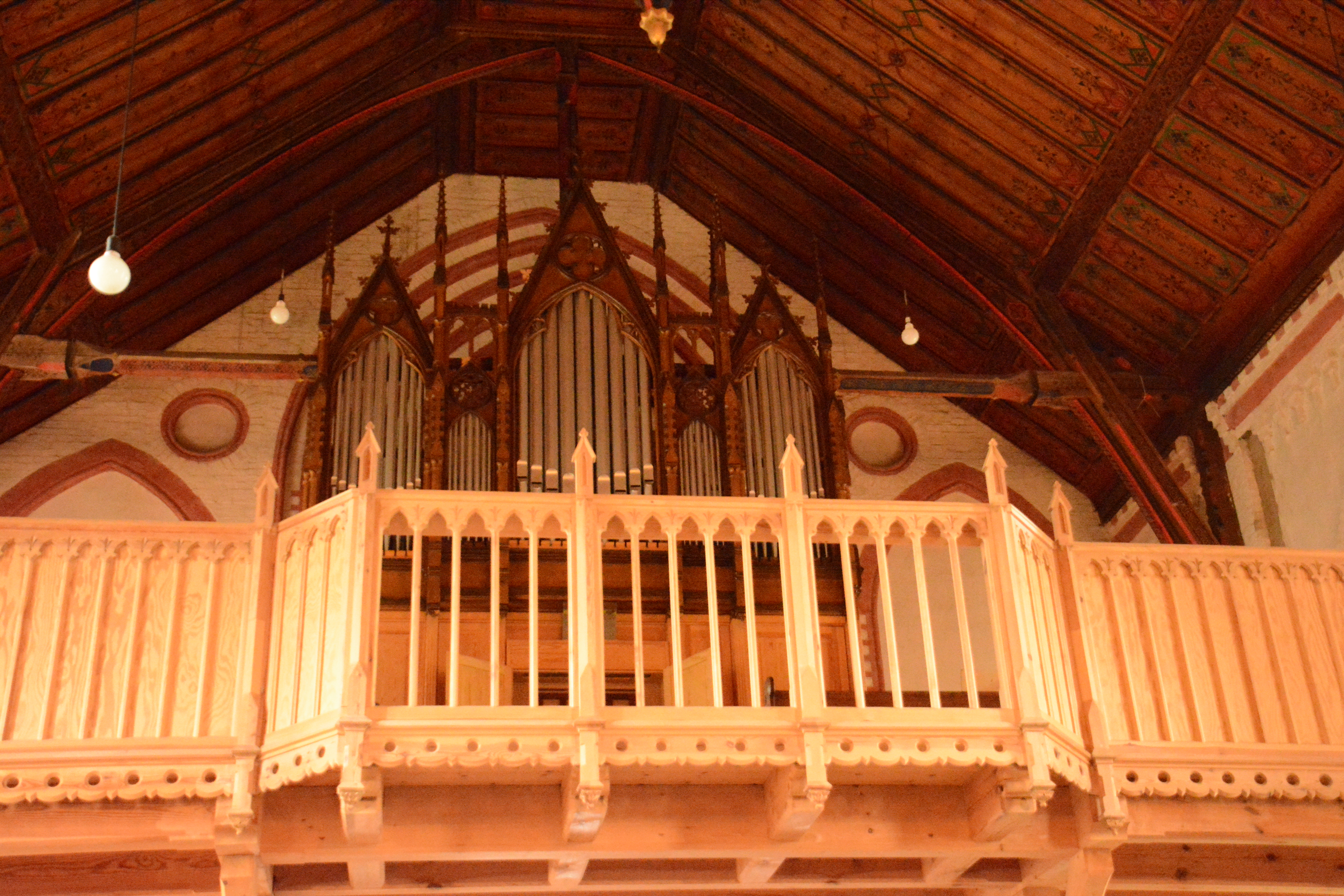
Orgel

Eine Kirche in Warin wurde vor 1233 unter Bischof Brunward erbaut. Sie wurde 1874 abgerissen und durch die heutige Kirche ersetzt.
Die Stadtkirche Warin ist ein einheitliches Bauwerk nach einem Entwurf von Theodor Krüger aus den Jahren 1874 bis 1878 in gelblichem Backstein mit polygonalem Chor und ebenfalls polygonal geschlossenen Querschiffarmen nach der Art eines Trikonchos. Ein schlanker gestaffelter Westturm und ein Dachreiter akzentuieren das Äußere des Gebäudes. Das Bauwerk ist dekorativ gegliedert durch Fenster- und Portalgewände, Maßwerkfriese und Giebelabschlüsse aus rotem Backstein.
Der Chor ist im Innern aufwändig ausgemalt und wird mit einem Rippengewölbe abgeschlossen. Im Langhaus und im Querhaus wird der Abschluss durch eine polygonal gebrochene Holzdecke mit Konsolen und rippenartigen Holzstreben gebildet. Die Vierungsbögen bestehen aus Ziegelmauerwerk.
Die Kirche war längere Zeit vom Verfall bedroht, konnte jedoch mit Hilfe des Kirchenbauvereins Warin e.V. seit 1992 wiederhergestellt werden.

## Ausstattung
Die Ausstattung stammt aus der Bauzeit. Ein Altargemälde von Gaston Lenthe aus dem Jahr 1853 zeigt den segnenden Christus. Der Taufstein wurde 1869 gefertigt. Aus dem 15. Jahrhundert ist ein Kruzifix erhalten. Zwei spätmittelalterliche Grabsteine mit Umschrift wurden für Pfarrer Nikolaus Möller († 1497) und Johannes Runghe († 1503) gesetzt.1998 wurden vier neue Bronzeglocken in der Kunst- und Glockengießerei Lauchhammer gegossen und im sanierten Glockenstuhl aufgehängt.
Die Orgel wurde von Friedrich Friese III im Jahr 1878 erbaut und besitzt 16 Register auf zwei Manualen und Pedal.
| I. Manual C–f3 |       |  |
| Principal      | 8′    |  |
| Gedackt        | 8′    |  |
| Gambe          | 8′    |  |
| Octave         | 4′    |  |
| Kleingedackt   | 4′    |  |
| Quinte         | 2 ⁄3′ |  |
| Octave         | 2′    |  |
| Mixtur III     |       |  |

| II. Manual C–f3  |    |  |
| Lieblich Gedackt | 8′ |  |
| Flöte            | 4′ |  |
| Sesquialter II   |    |  |
| Principal        | 2′ |  |

| Pedal C–d1   |     |  |
| Subbaß       | 16′ |  |
| Principalbaß | 8′  |  |
| Baßflöte     | 8′  |  |
| Choralbaß    | 4′  |  |

Koppeln
- Pedalkoppel I-P
- Manualkoppel II-I